# Rettel
Rettel település Franciaországban, Moselle megyében. Lakosainak száma 849 fő (2022. január 1.). Rettel Berg-sur-Moselle, Contz-les-Bains, Hunting, Kerling-lès-Sierck, Haute-Kontz, Malling és Sierck-les-Bains községekkel határos.

## Népesség
A település népessége az elmúlt években az alábbi módon változott:
| Lakosok száma | 591  | 566  | 634  | 736  | 719  | 724  | 764  | 770  | 796  | 849  |
|               | 1968 | 1982 | 1990 | 2006 | 2013 | 2015 | 2017 | 2019 | 2020 | 2022 |